# Dysschema albisarta
Dysschema albisarta är en fjärilsart som beskrevs av Louis Beethoven Prout 1920. Dysschema albisarta ingår i släktet Dysschema och familjen björnspinnare. Inga underarter finns listade i Catalogue of Life.